# Anders Roos den yngre
Anders Roos (den yngre), född 16 september 1785, död 17 maj 1842, var en finländsk köpman och skeppsredare.
Roos, som var son till Anders Roos, tog vid faderns bortgång över handelshuset i Gamlakarleby och utvidgade det ytterligare genom skickliga affärer. I början av 1830-talet var han ägare till en tredjedel av stadens handelsflotta. Senare drabbades han dock av motgångar, och vid hans död hade egendomen minskat betydligt. Rooska gården i Gamlakarleby, som han lät uppföra, tjänstgör idag som konstmuseum.